# Milka Tadić
Milka Tadić Mijović est une journaliste et activiste politique monténégrine, connue pour ses positions critiques sur le régime monténégrin et ses enquêtes sur la corruption politique.

## Carrière
Milka Tadić étudie les sciences politiques à l'université de Belgrade.
Elle est l'une des cofondatrices et la directrice de Monitor, le premier journal hebdomadaire indépendant du Monténégro créé en 1990. Elle y a écrit de nombreux articles pour protéger les minorités ethniques et lutter contre la corruption. Tadić est la première journaliste du pays à être mise à pied pour ses critiques de la politique de l'homme d'État yougoslave Slobodan Milošević.
En 1990, Tadić cofonde également l'Association pour l'Initiative démocratique yougoslave (UJDI), considéré comme le premier mouvement politique indépendant entièrement yougoslave.
Depuis 2006 et l'indépendance du Monténégro, elle poursuit son combat malgré les menaces et le harcèlement judiciaire dont elle est victime.
L'année suivante, elle gagne le prix du meilleur article d'investigation.
L'ONG internationale Reporters sans frontières incluent Tadić dans leur liste des 100 héros de l'information en 2014.